# 桃沟镇
桃沟镇，原为桃沟乡，是中华人民共和国安徽省宿州市埇桥区下辖的一个乡镇级行政单位。2022年5月撤乡设镇。

## 行政区划
桃沟镇下辖以下地区：
桃沟村、戚庄村、濉河村、后寨村、南秦村、大秦村、戴夏村、耿家村和马圩村。